# Leichtathletik-Weltmeisterschaften 2015/800 m der Frauen

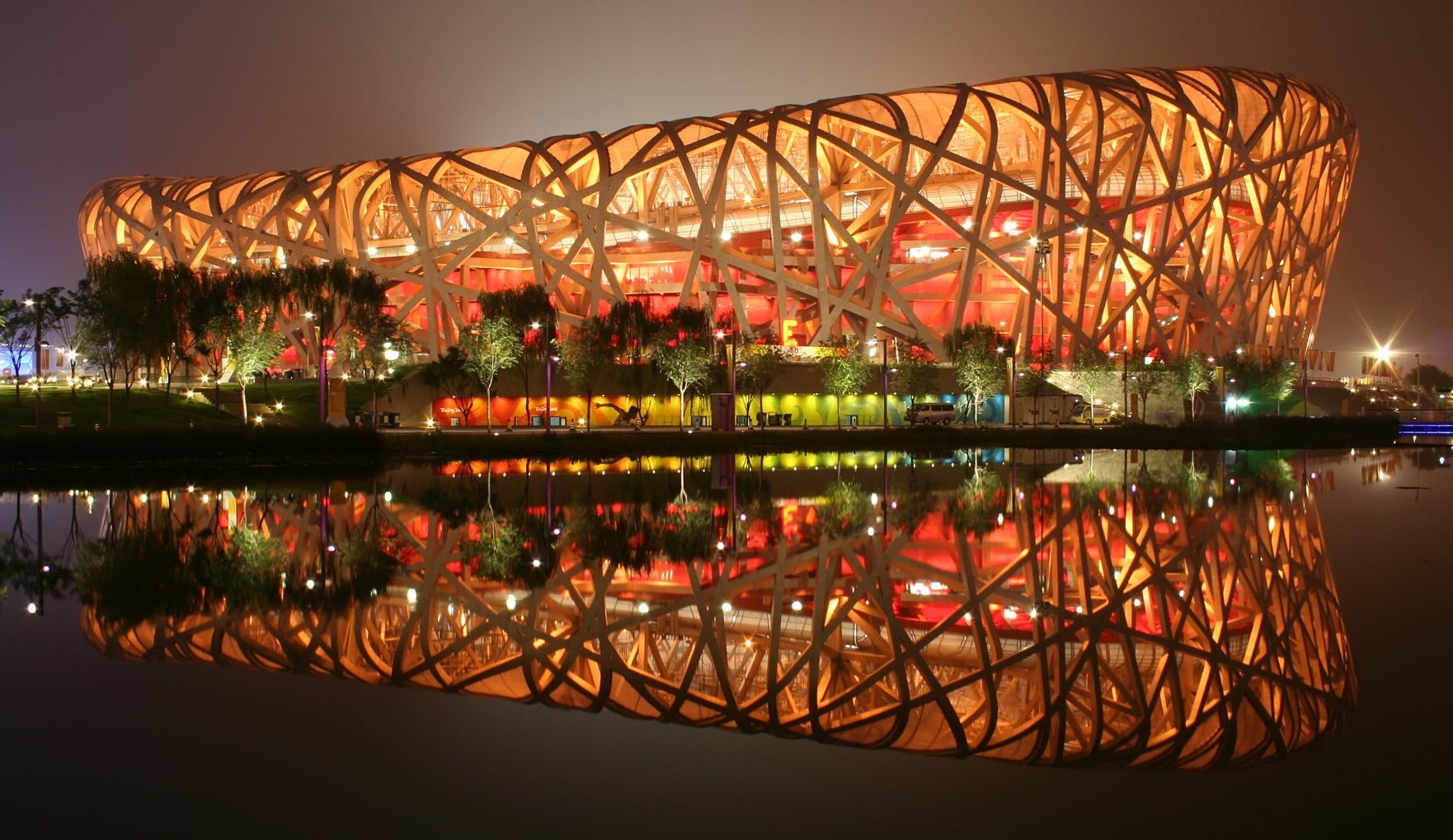
Das Nationalstadion Peking während der Weltmeisterschaften

Der 800-Meter-Lauf der Frauen bei den Leichtathletik-Weltmeisterschaften 2015 wurde am 26., 27. und 29. August 2015 im Nationalstadion der chinesischen Hauptstadt Peking ausgetragen.
Weltmeisterin wurde die amtierende Europameisterin und EM-Dritte von 2012 Maryna Arsamassawa aus Belarus. Sie gewann vor der Kanadierin Melissa Bishop. Bronze ging an die kenianische Titelverteidigerin, amtierende Afrikameisterin und Vizeafrikameisterin von 2012 Eunice Jepkoech Sum.

## Rekorde
| Weltrekord | Jarmila Kratochvílová | 1:53,28 min | München, BR Deutschland (heute Deutschland) | 26. Juli 1983  |
| WM-Rekord  | Jarmila Kratochvílová | 1:54,68 min | WM in Helsinki, Finnland                    | 9. August 1983 |

Der bestehende WM-Rekord wurde bei diesen Weltmeisterschaften nicht eingestellt und nicht verbessert.
Es gab einen Landesrekord:

1:57,52 min – Melissa Bishop (Kanada), drittes Halbfinale

Diese Zeit im dritten Halbfinale war die schnellste 800 Meter-Zeit bei den Weltmeisterschaften hier in Peking, die Siegerin im Finale war um 51 Hundertstelsekunden langsamer.

## Vorläufe
Aus den sechs Vorläufen qualifizierten sich die jeweils drei Ersten jedes Laufes – hellblau unterlegt – und zusätzlich die sechs Zeitschnellsten – hellgrün unterlegt –  für das Halbfinale.

### Lauf 1

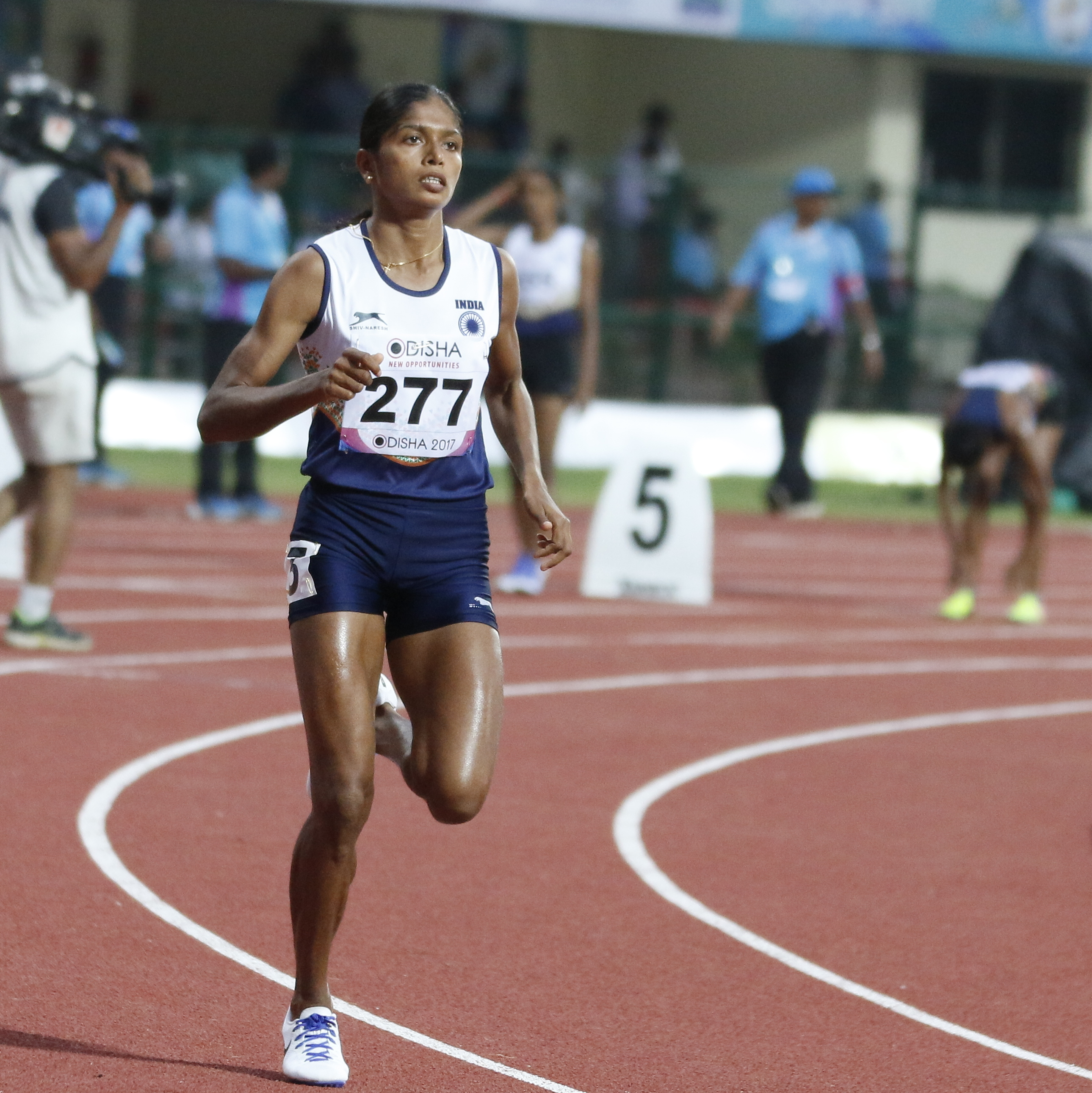
Tintu Lukka – ausgeschieden als Siebte in 2:00,95 min

26. August 2015, 10:25 Uhr (4:25 Uhr MESZ)
| Platz | Name                  | Land           | Zeit (min) |
| ----- | --------------------- | -------------- | ---------- |
| 1     | Maryna Arsamassawa    | Belarus        | 1:58,69 SB |
| 2     | Lynsey Sharp          | Großbritannien | 1:58,98 SB |
| 3     | Caster Semenya        | Südafrika      | 1:59,59 SB |
| 4     | Natalija Lupu         | Ukraine        | 1:59,62 SB |
| 5     | Christina Hering      | Deutschland    | 2:00,36    |
| 6     | Molly Beckwith-Ludlow | USA            | 2:00.70    |
| 7     | Tintu Lukka           | Indien         | 2:00,95 SB |
| 8     | Aye Aye Aung          | Myanmar        | 2:37,51    |

### Lauf 2

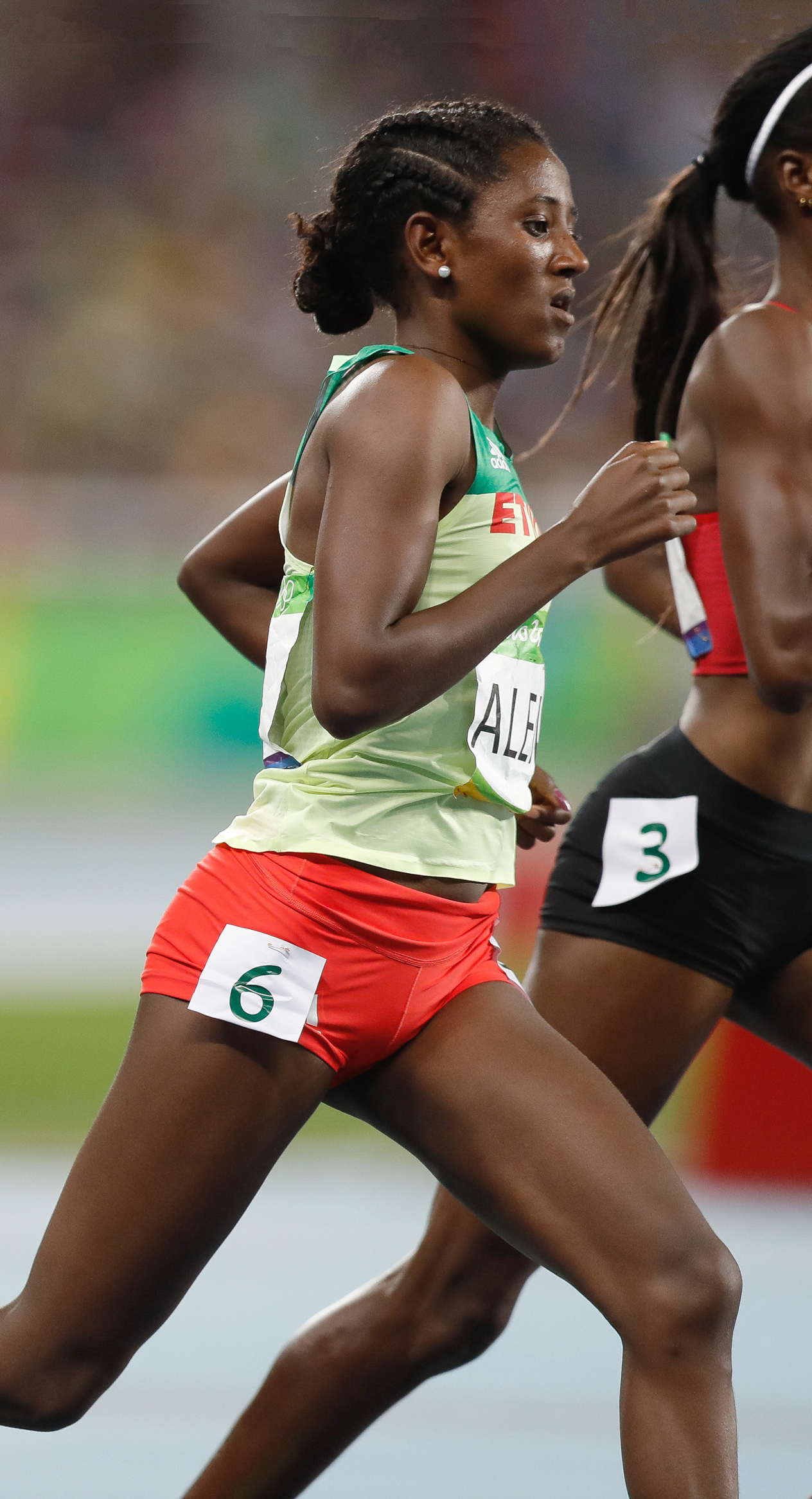
Habitam Alemu – ausgeschieden als Siebte in 2:03,19 min

26. August 2015, 10:33 Uhr (4:33 Uhr MESZ)
| Platz | Name                | Land        | Zeit (min) |
| ----- | ------------------- | ----------- | ---------- |
| 1     | Eunice Jepkoech Sum | Kenia       | 1:59,67    |
| 2     | Olha Ljachowa       | Ukraine     | 1:59,92 PB |
| 3     | Sifan Hassan        | Niederlande | 1:59,94    |
| 4     | Rénelle Lamote      | Frankreich  | 2:00,20    |
| 5     | Charline Mathias    | Luxemburg   | 2:01,36    |
| 6     | Flavia De Lima      | Brasilien   | 2:01,76    |
| 7     | Habitam Alemu       | Äthiopien   | 2:03,19    |

### Lauf 3
26. August 2015, 10:41 Uhr (4:41 Uhr MESZ)
| Platz | Name                | Land                | Zeit (min) |
| ----- | ------------------- | ------------------- | ---------- |
| 1     | Rababe Arafi        | Marokko             | 2:00,37 PB |
| 2     | Fiona Benson        | Kanada              | 2:00,53    |
| 3     | Brenda Martinez     | USA                 | 2:00,54    |
| 4     | Angie Petty         | Neuseeland          | 2:00,62    |
| 5     | Jewgenija Subbotina | Russland            | 2:01,50    |
| 6     | Zhao Jing           | Volksrepublik China | 2:03,08 SB |
| 7     | Donna Koniel        | Papua-Neuguinea     | 2:12,51    |
| DNS   | Amela Terzić        | Serbien             |            |

### Lauf 4

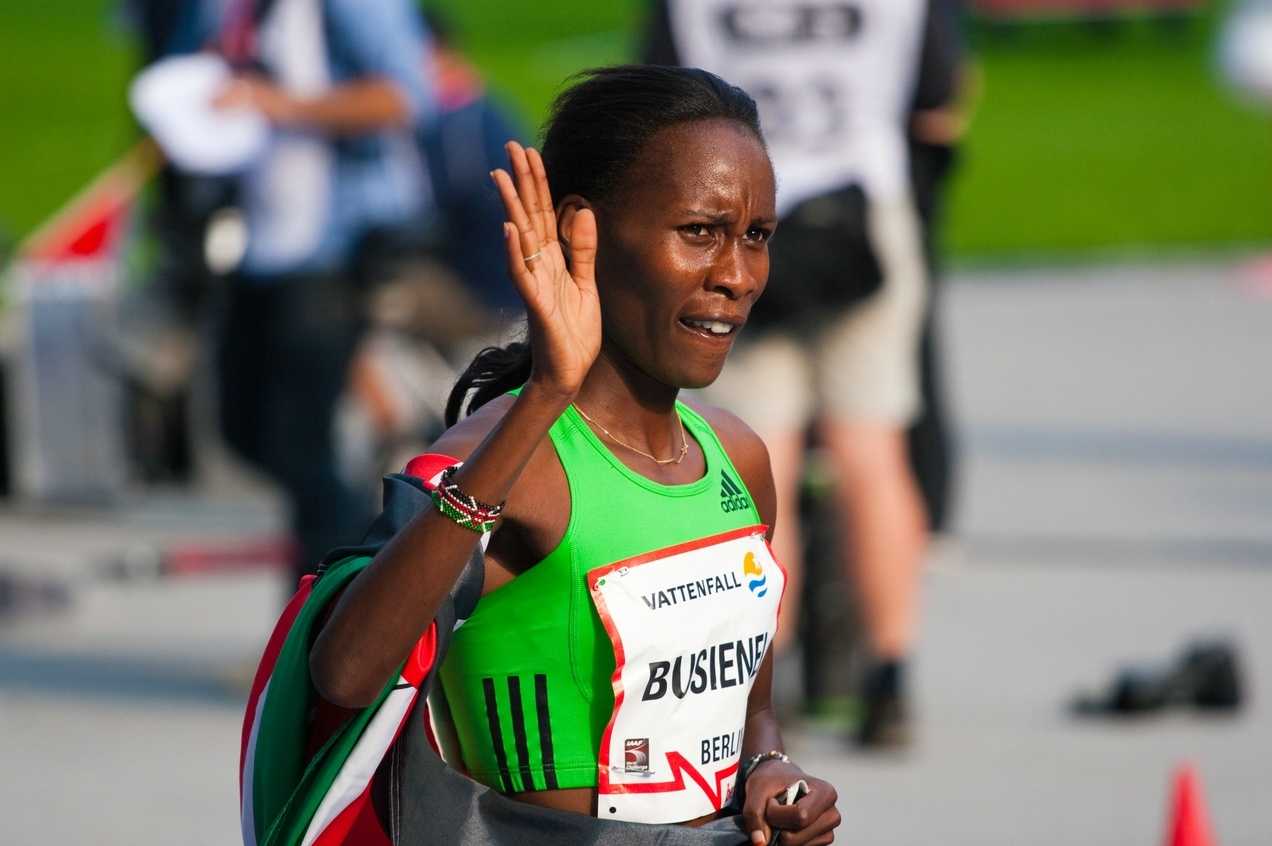
Janet Busienei – ausgeschieden als Vierte in 2:01,40 min
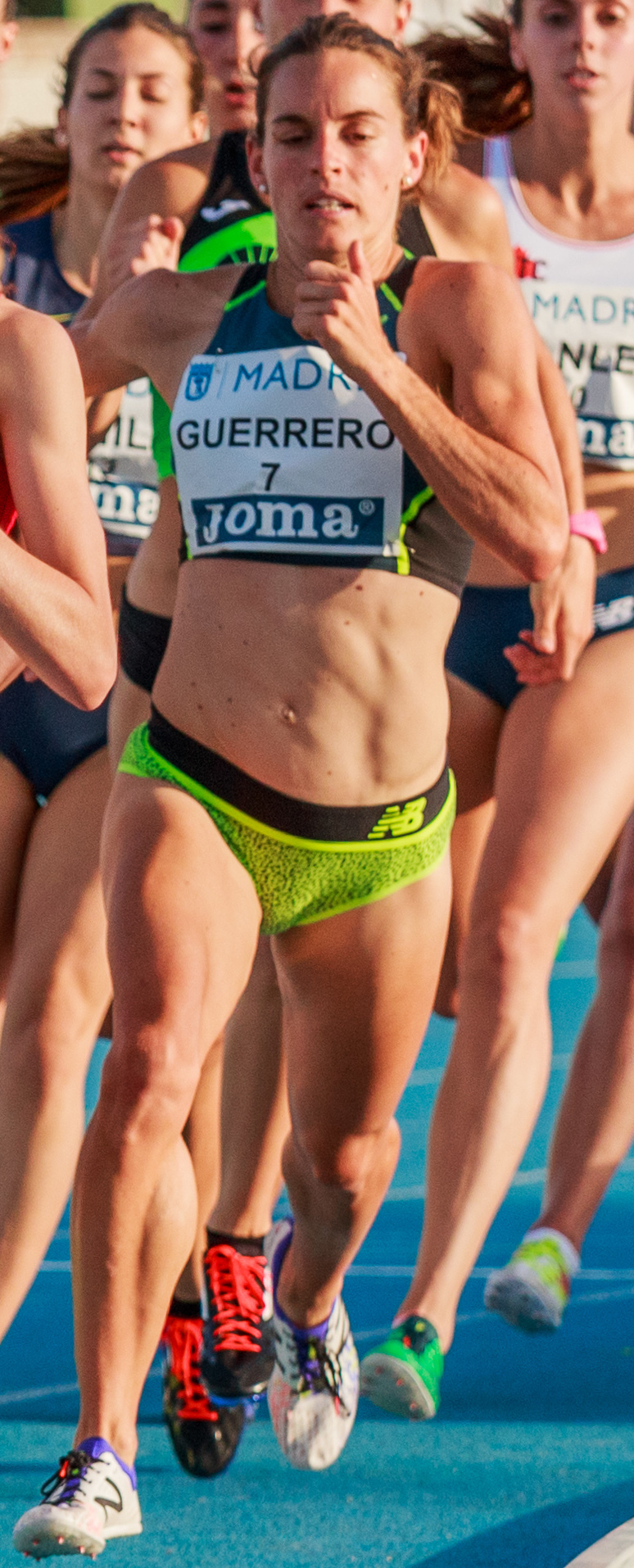
Esther Guerrero – ausgeschieden als Sechste in 2:02,64 min
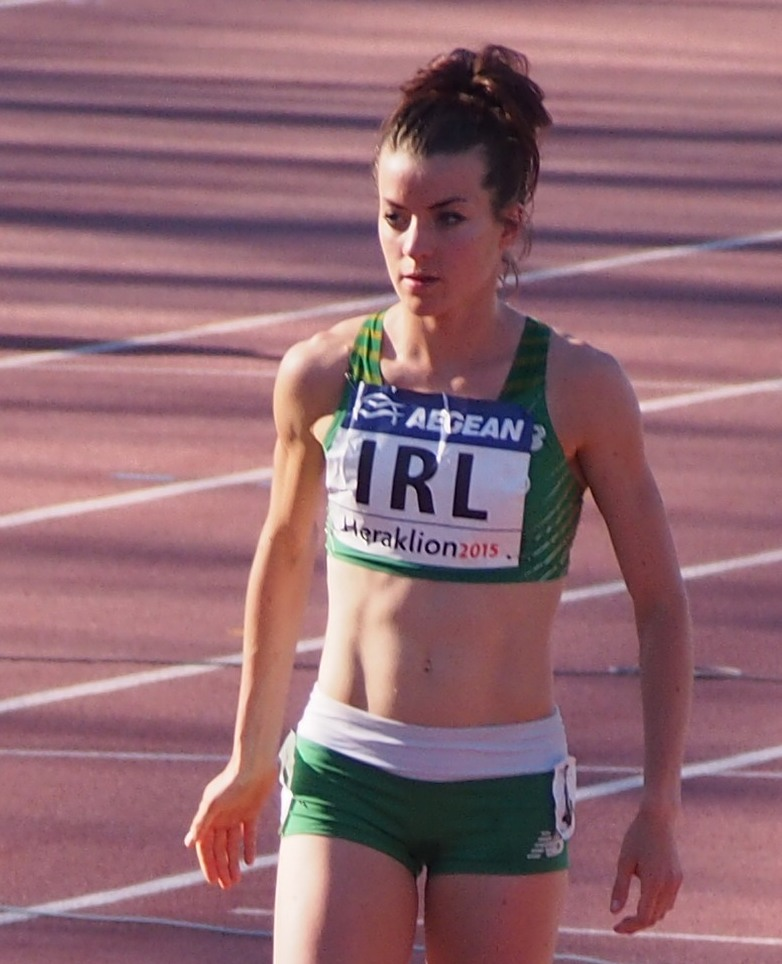
Ciara Everard – ausgeschieden als Siebte in 2:03,98 min

26. August 2015, 10:49 Uhr (4:49 Uhr MESZ)
| Platz | Name                      | Land     | Zeit (min) |
| ----- | ------------------------- | -------- | ---------- |
| 1     | Sofia Ennaoui             | Polen    | 2:01,16    |
| 2     | Rose Mary Almanza         | Kuba     | 2:01,33    |
| 3     | Lucia Klocová             | Slowakei | 2:01,35    |
| 4     | Janeth Jepkosgei Busienei | Kenia    | 2:01,40    |
| 5     | Simoya Campbell           | Jamaika  | 2:01,43    |
| 6     | Esther Guerrero           | Spanien  | 2:02,64    |
| 7     | Ciara Everard             | Irland   | 2:03,98    |

### Lauf 5
26. August 2015, 10:57 Uhr (4:57 Uhr MESZ)
| Platz | Name                  | Land           | Zeit (min) |
| ----- | --------------------- | -------------- | ---------- |
| 1     | Fabienne Kohlmann     | Deutschland    | 2:01,42    |
| 2     | Joanna Jóźwik         | Polen          | 2:01,62    |
| 3     | Shelayna Oskan-Clarke | Großbritannien | 2:01,72    |
| 4     | Natoya Goule          | Jamaika        | 2:02,37    |
| 5     | Déborah Rodríguez     | Uruguay        | 2:02,46    |
| 6     | Noélie Yarigo         | Benin          | 2:02,48    |
| 7     | Alysia Montaño        | USA            | 2:09,57    |
| 8     | Andrea Foster         | Guyana         | 2:17,39    |

Im fünften Vorlauf ausgeschiedene Läuferinnen:

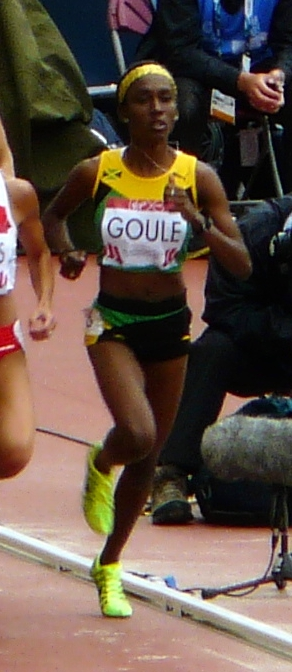
Natoya Goule Rang vier in 2:02,37 min
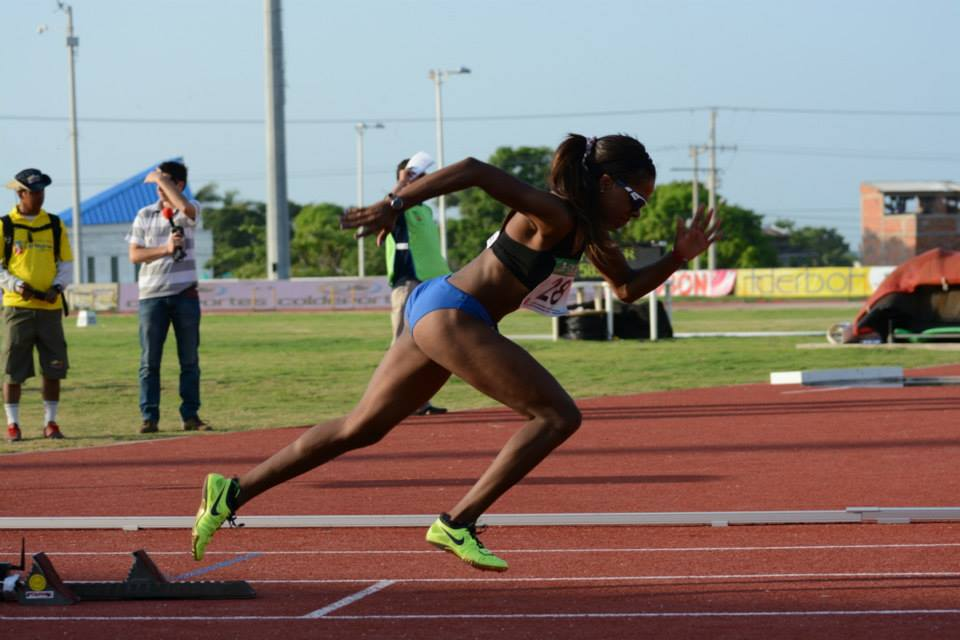
Deborah Rodriguez Rang fünf in 2:02,46 min
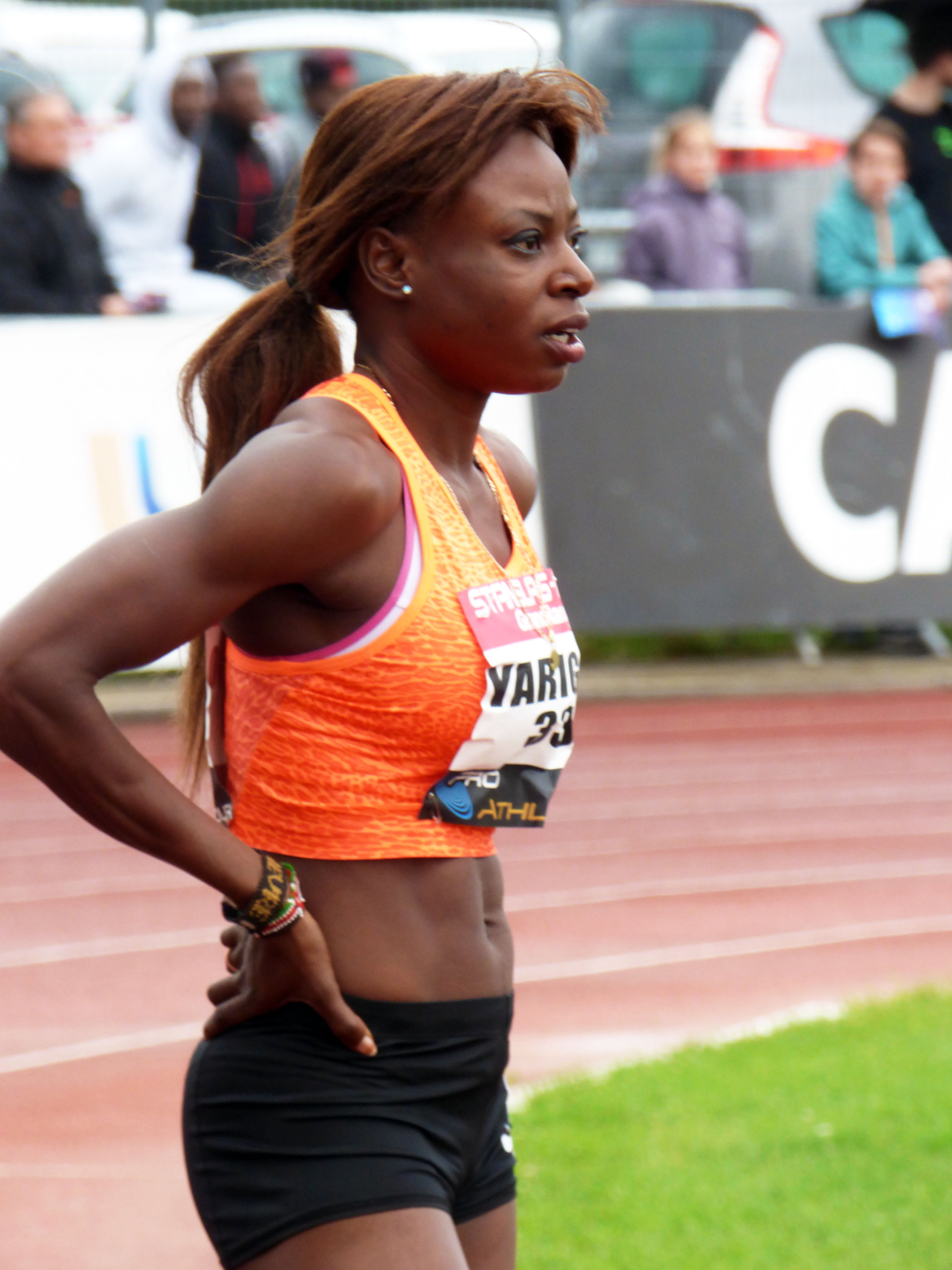
Noélie Yarigo Rang sechs in 2:02,48 min
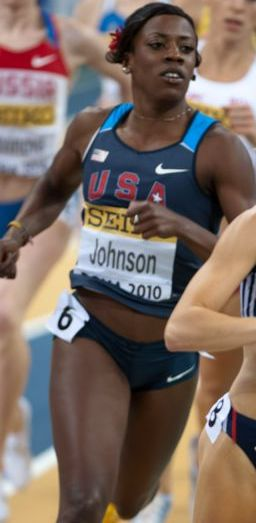
Alysia Montaño, frühere Alysia Johnson – Rang sieben in 2:09,57 min

### Lauf 6

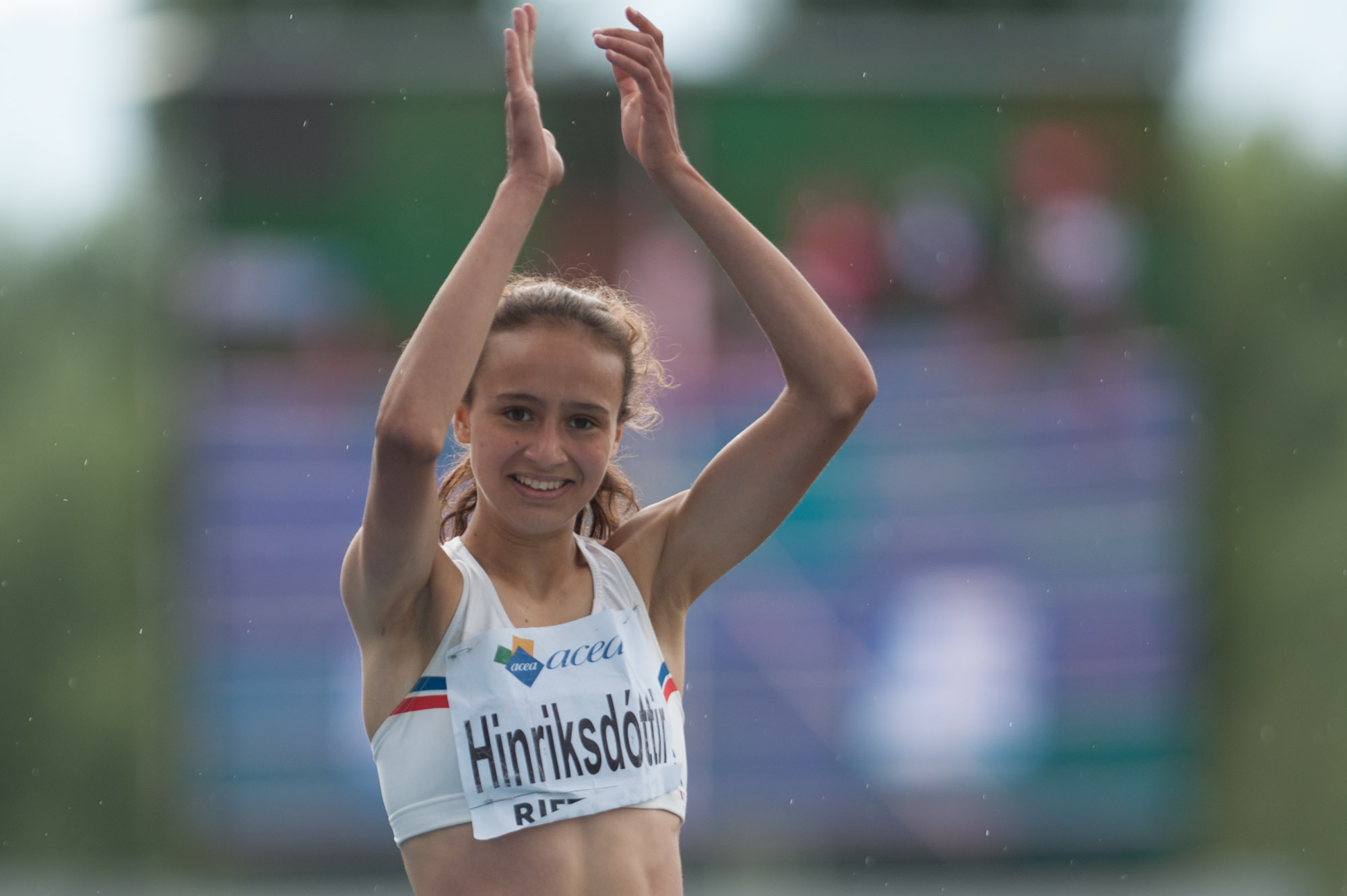
Aníta Hinriksdóttir – ausgeschieden als Fünfte in 2:01,01 min
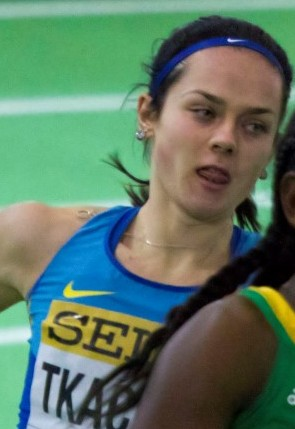
Anastasija Tkatschuk – ausgeschieden als Sechste in 2:01,07 min
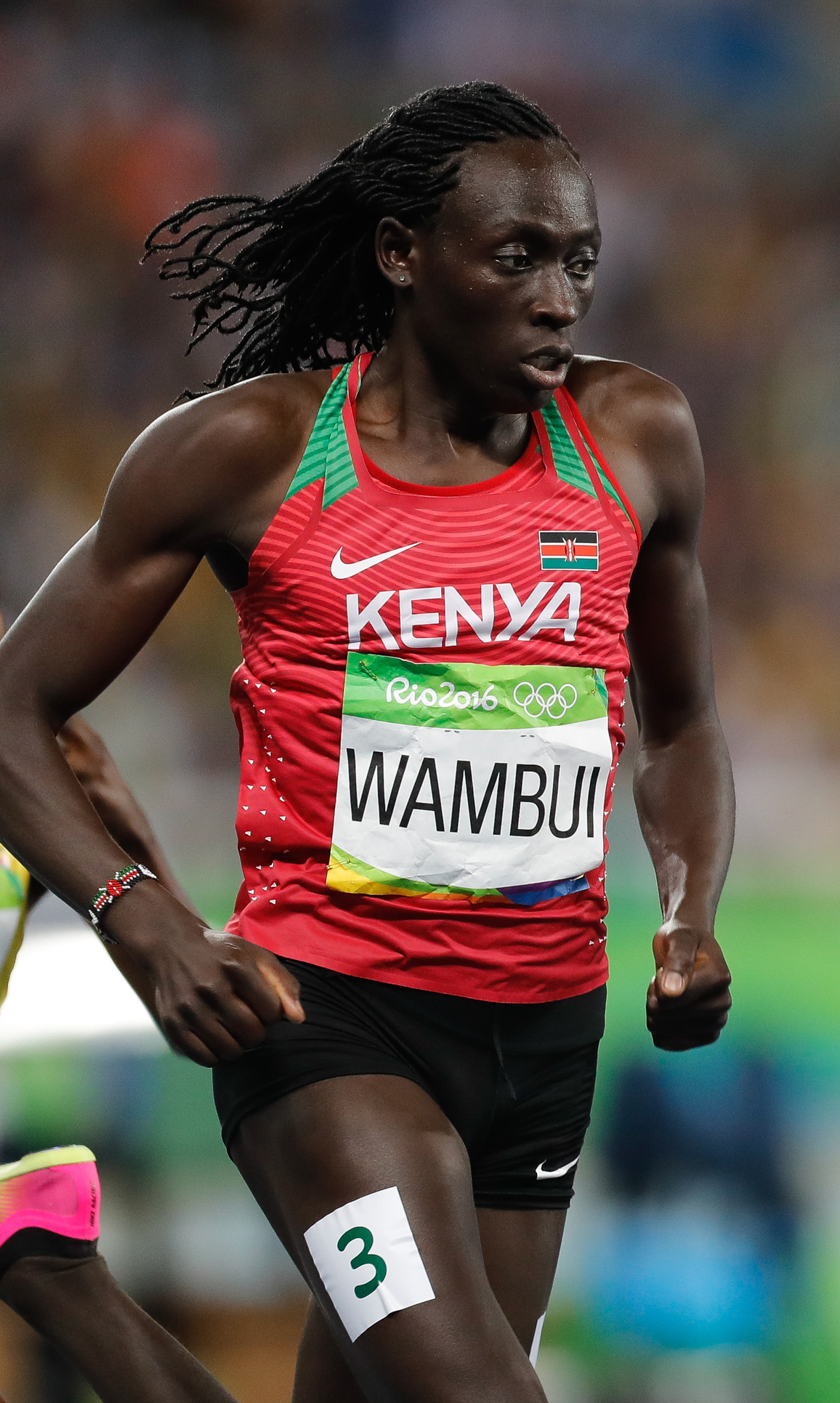
Margaret Wambui – ausgeschieden als Siebte in 2:03,52 min

26. August 2015, 11:05 Uhr (11:05 Uhr MESZ)
| Platz | Name                     | Land           | Zeit (min) |
| ----- | ------------------------ | -------------- | ---------- |
| 1     | Melissa Bishop           | Kanada         | 2:00,23    |
| 2     | Selina Büchel            | Schweiz        | 2:00,25    |
| 3     | Malika Akkaoui           | Marokko        | 2:00,37 SB |
| 4     | Jennifer Meadows         | Großbritannien | 2:00,70    |
| 5     | Aníta Hinriksdóttir      | Island         | 2:01,01 SB |
| 6     | Anastassija Tkatschuk    | Ukraine        | 2:01,07    |
| 7     | Margaret Nyairera Wambui | Kenia          | 2:03,52    |

## Halbfinale
Aus den drei Halbfinalläufen qualifizierten sich die beiden Ersten jedes Laufes – hellblau unterlegt – und zusätzlich die beiden Zeitschnellsten – hellgrün unterlegt – für das Finale.

### Lauf 1
27. August 2015, 20:05 Uhr (14:05 Uhr MESZ)
| Platz | Name              | Land           | Zeit (min) |
| ----- | ----------------- | -------------- | ---------- |
| 1     | Rababe Arafi      | Marokko        | 1:58,55 PB |
| 2     | Natalija Lupu     | Ukraine        | 1:58,57 SB |
| 3     | Selina Büchel     | Schweiz        | 1:58,63    |
| 4     | Fabienne Kohlmann | Deutschland    | 1:59,42    |
| 5     | Sofia Ennaoui     | Polen          | 2:00,11 PB |
| 6     | Brenda Martinez   | USA            | 2:00,27    |
| 7     | Jennifer Meadows  | Großbritannien | 2:00,53    |
| 8     | Caster Semenya    | Südafrika      | 2:03,18    |

Im ersten Halbfinale ausgeschiedene Läuferinnen:

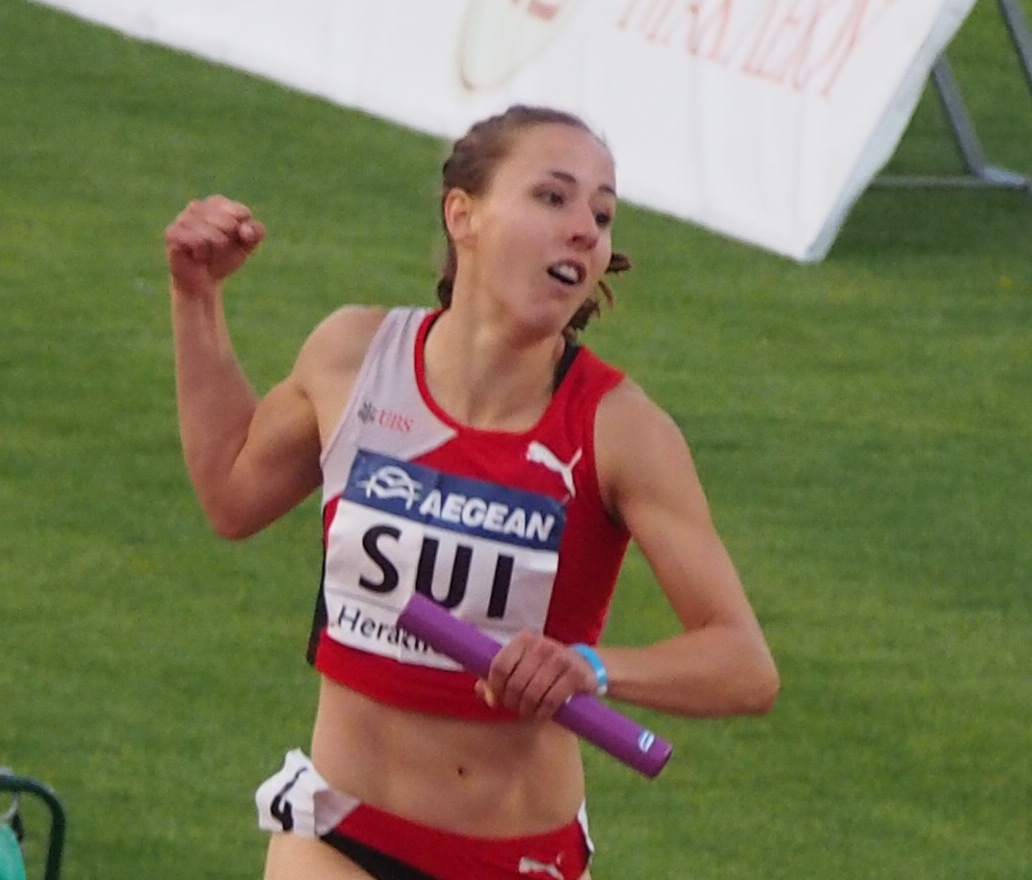
Selina Büchel Rang drei in 1:58,63 min
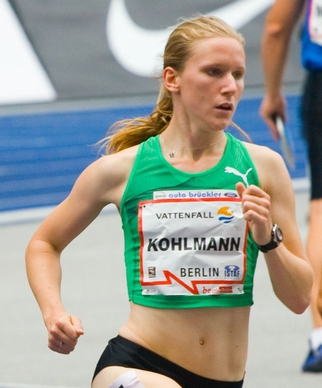
Fabienne Kohlmann Rang vier in 1:59,42 min
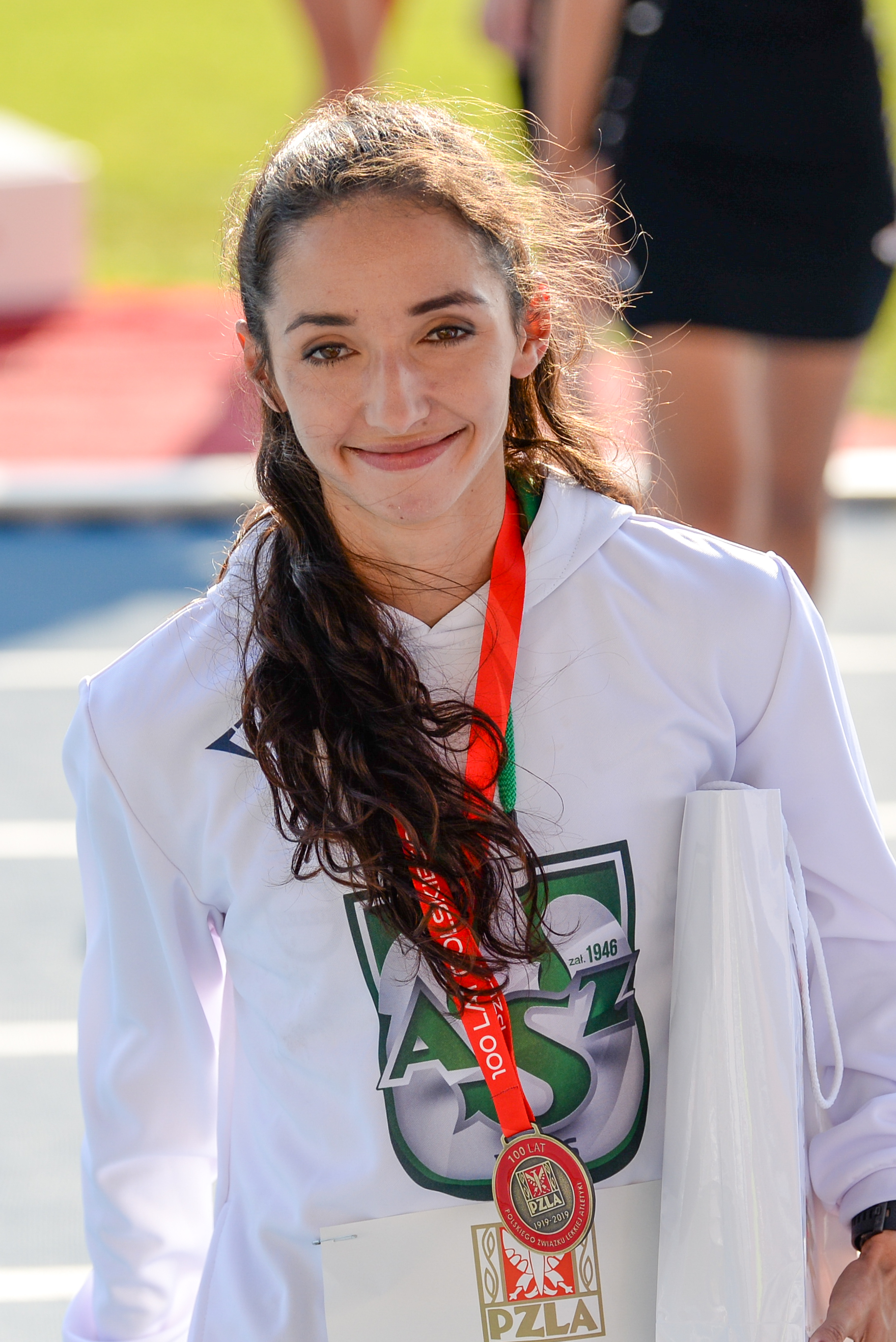
Sofia Ennaoui Rang fünf in 2:00,11 min
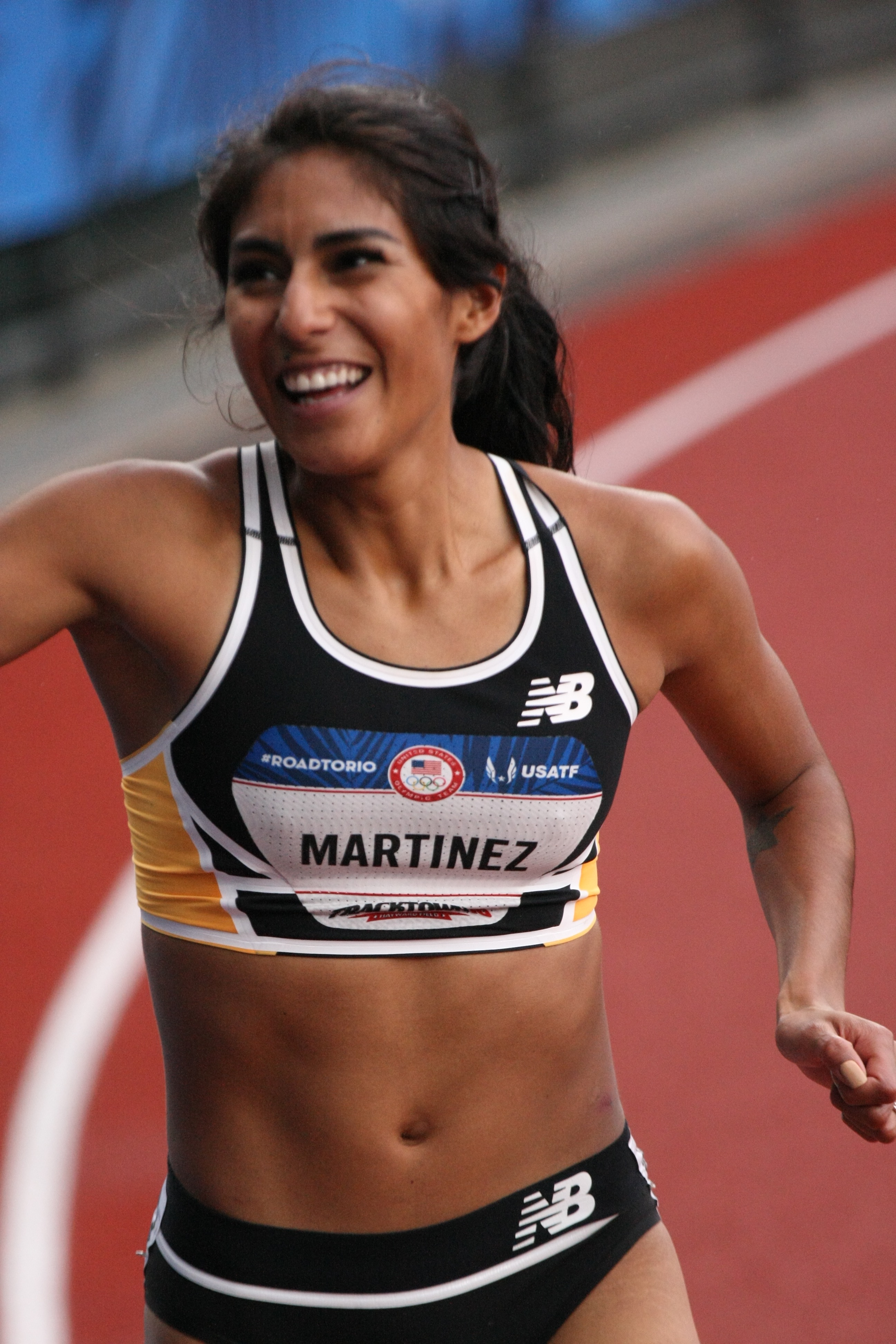
Brenda Martinez Rang sechs in 2:00,27 min
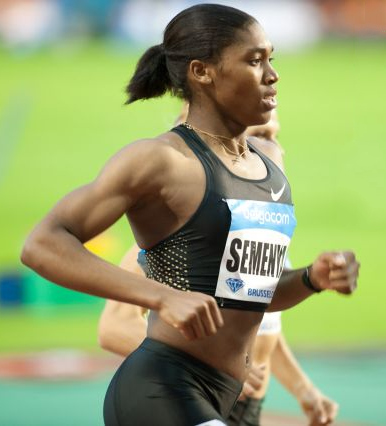
Caster Semenya, zweifache Weltmeisterin (2009 2011) und aktuelle Olympiasiegerin – Rang acht in 2:03,18 min

### Lauf 2

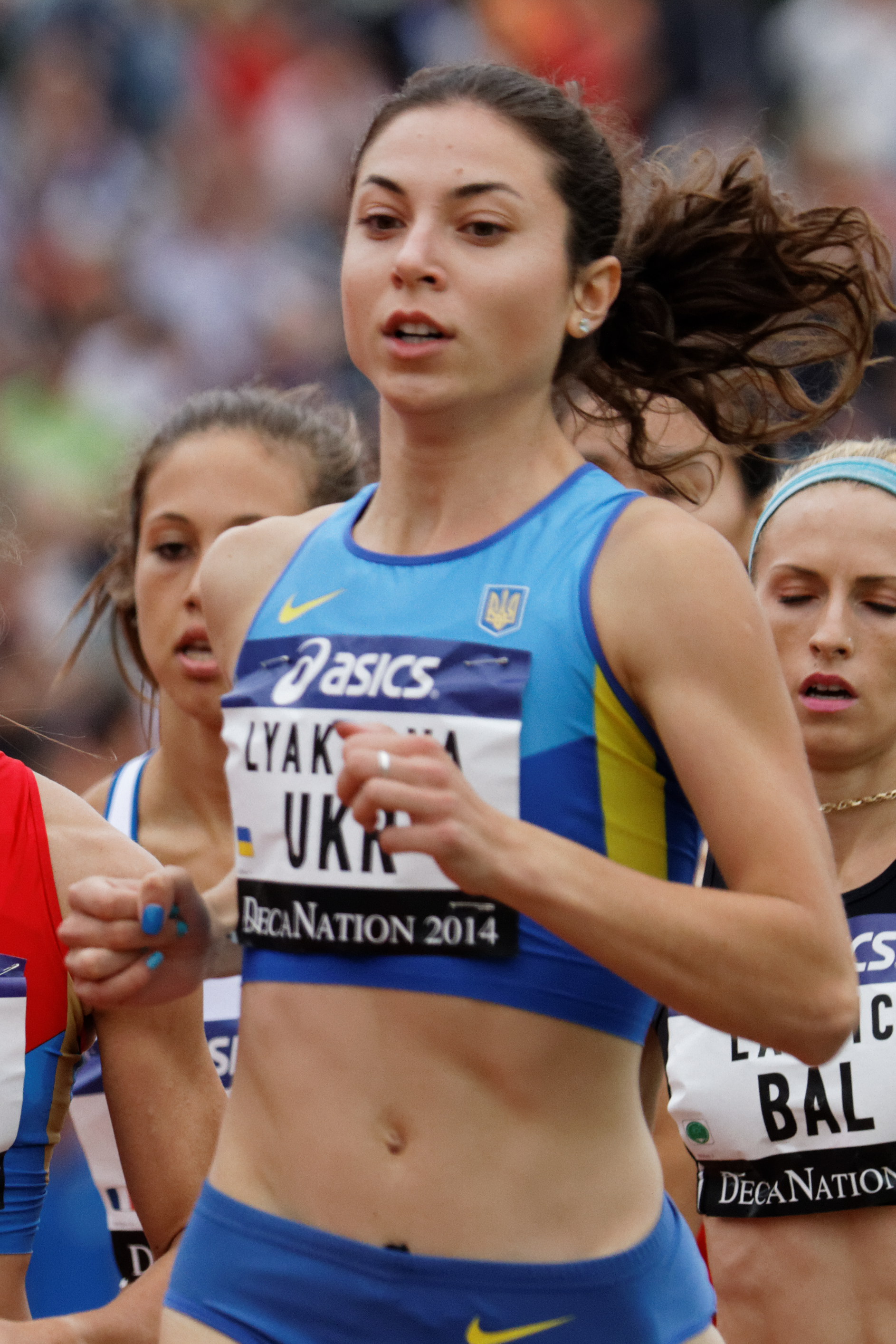
Olha Ljachowa – ausgeschieden als Dritte in 1:58,94 min
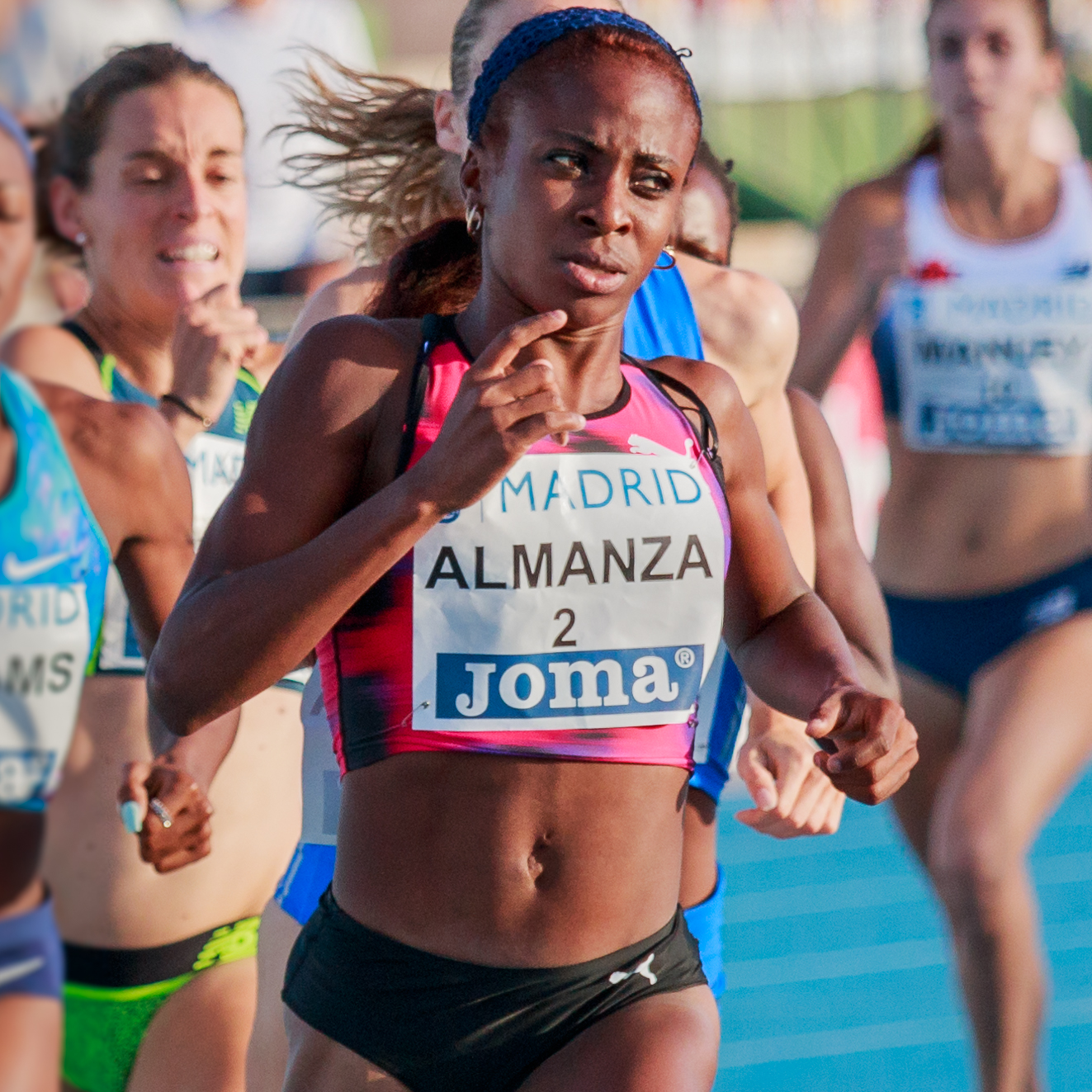
Rose Mary Almanza – ausgeschieden als Sechste in 2:00,38 min
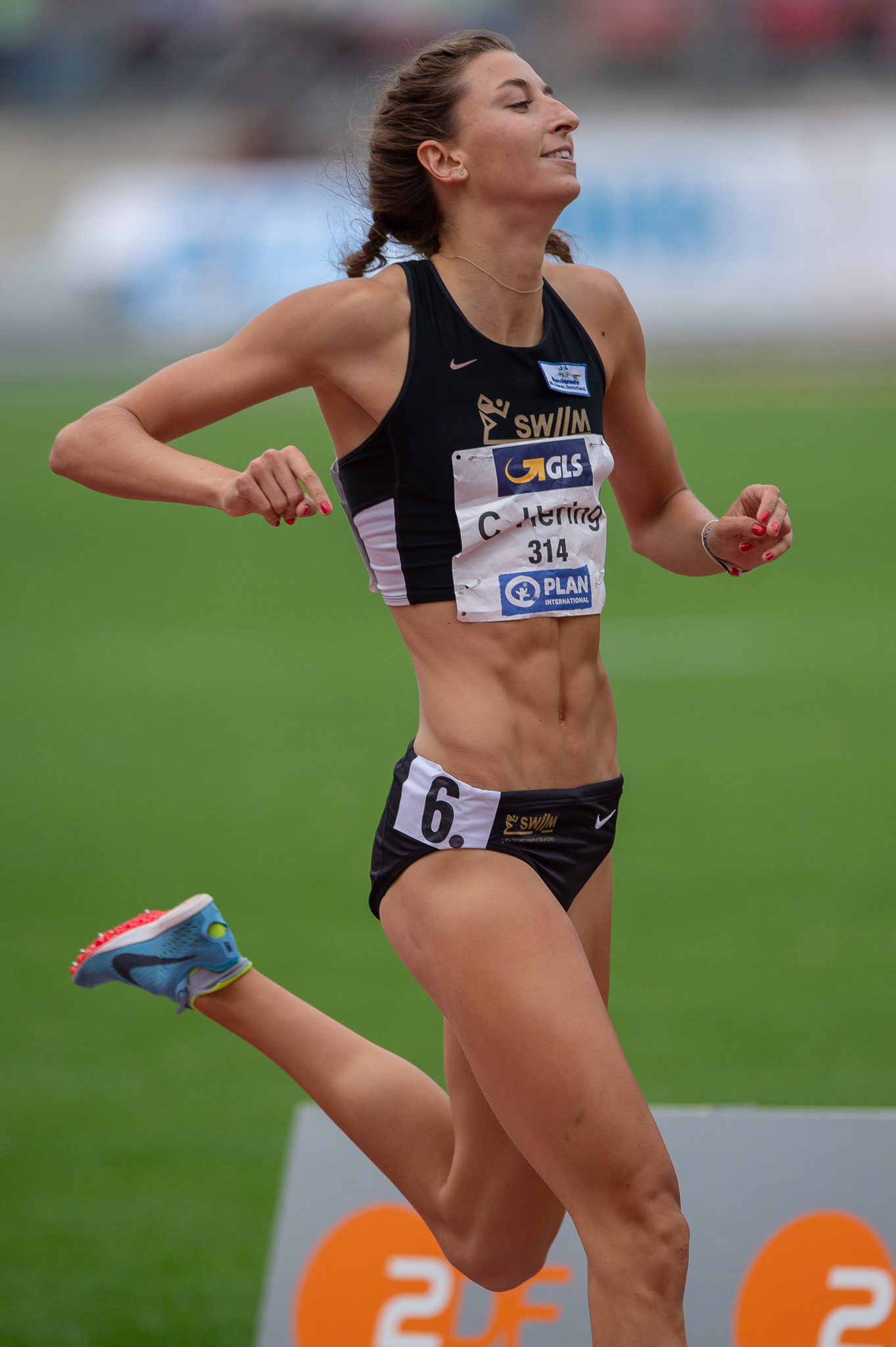
Christina Hering – ausgeschieden als Achte in 2:00,81 min

27. August 2015, 20:12 Uhr (14:13 Uhr MESZ)
| Platz | Name                  | Land           | Zeit (min) |
| ----- | --------------------- | -------------- | ---------- |
| 1     | Shelayna Oskan-Clarke | Großbritannien | 1:58,86 PB |
| 2     | Rénelle Lamote        | Frankreich     | 1:58,86 PB |
| 3     | Olha Ljachowa         | Ukraine        | 1:58,94 PB |
| 4     | Angie Petty           | Neuseeland     | 1:59,53    |
| 5     | Fiona Benson          | Kanada         | 1:59,59 PB |
| 6     | Rose Mary Almanza     | Kuba           | 2:00,38    |
| 7     | Molly Beckwith-Ludlow | USA            | 2:00,43    |
| 8     | Christina Hering      | Deutschland    | 2:00,81    |

### Lauf 3
27. August 2015, 20:21 Uhr (14:21 Uhr MESZ)
| Platz | Name                | Land           | Zeit (min) |
| ----- | ------------------- | -------------- | ---------- |
| 1     | Melissa Bishop      | Kanada         | 1:57,52 NR |
| 2     | Maryna Arsamassawa  | Belarus        | 1:57,54 PB |
| 3     | Eunice Jepkoech Sum | Kenia          | 1:57,56    |
| 4     | Joanna Jóźwik       | Polen          | 1:58,35 PB |
| 5     | Sifan Hassan        | Niederlande    | 1:58,50    |
| 6     | Malika Akkaoui      | Marokko        | 1:59,03 SB |
| 7     | Lucia Klocová       | Slowakei       | 1:59,14 SB |
| 8     | Lynsey Sharp        | Großbritannien | 1:59,33    |

Im zweiten Halbfinale ausgeschiedene Läuferinnen:

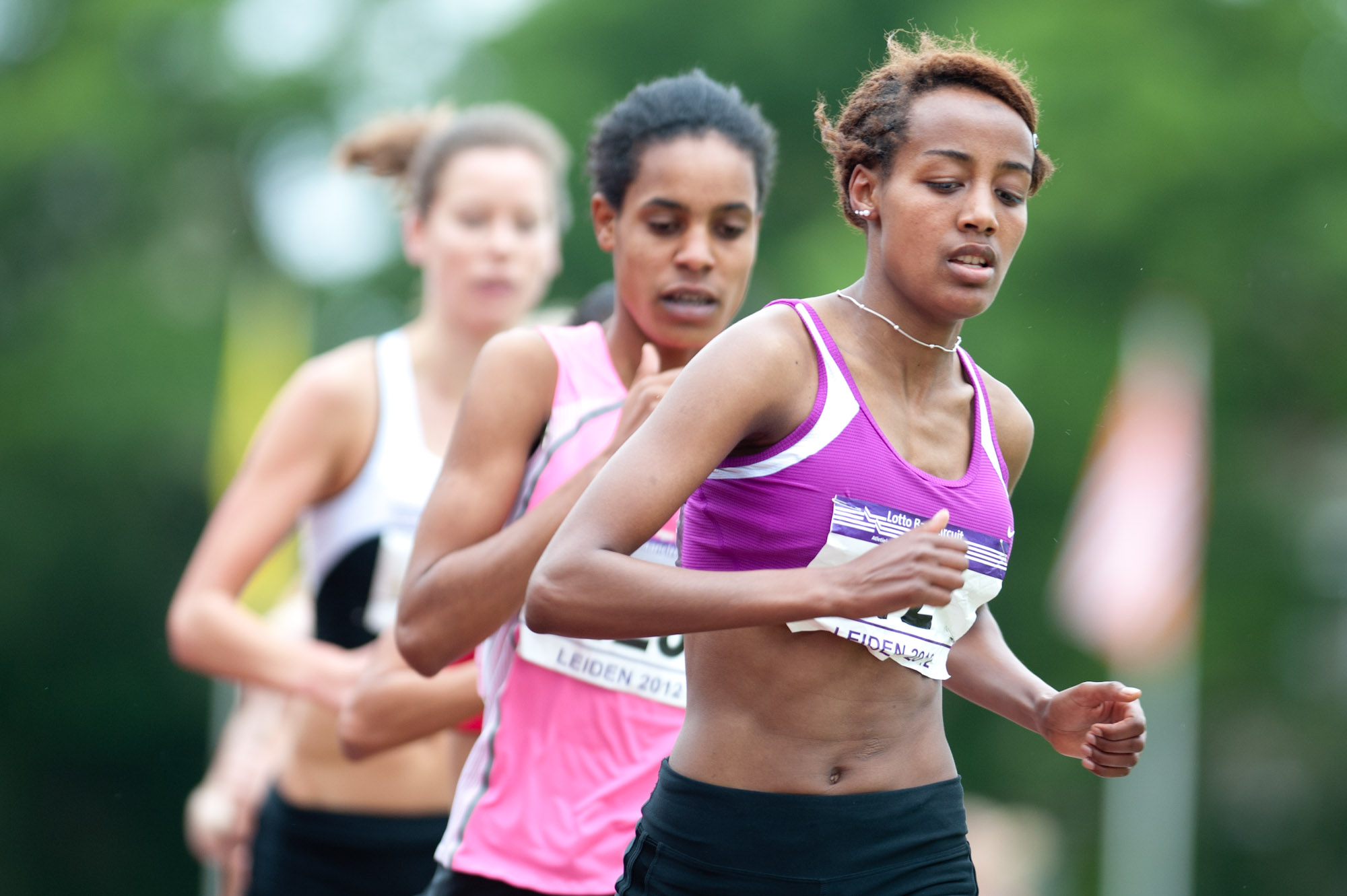
Sifan Hassan Rang fünf in 1:58,50 min
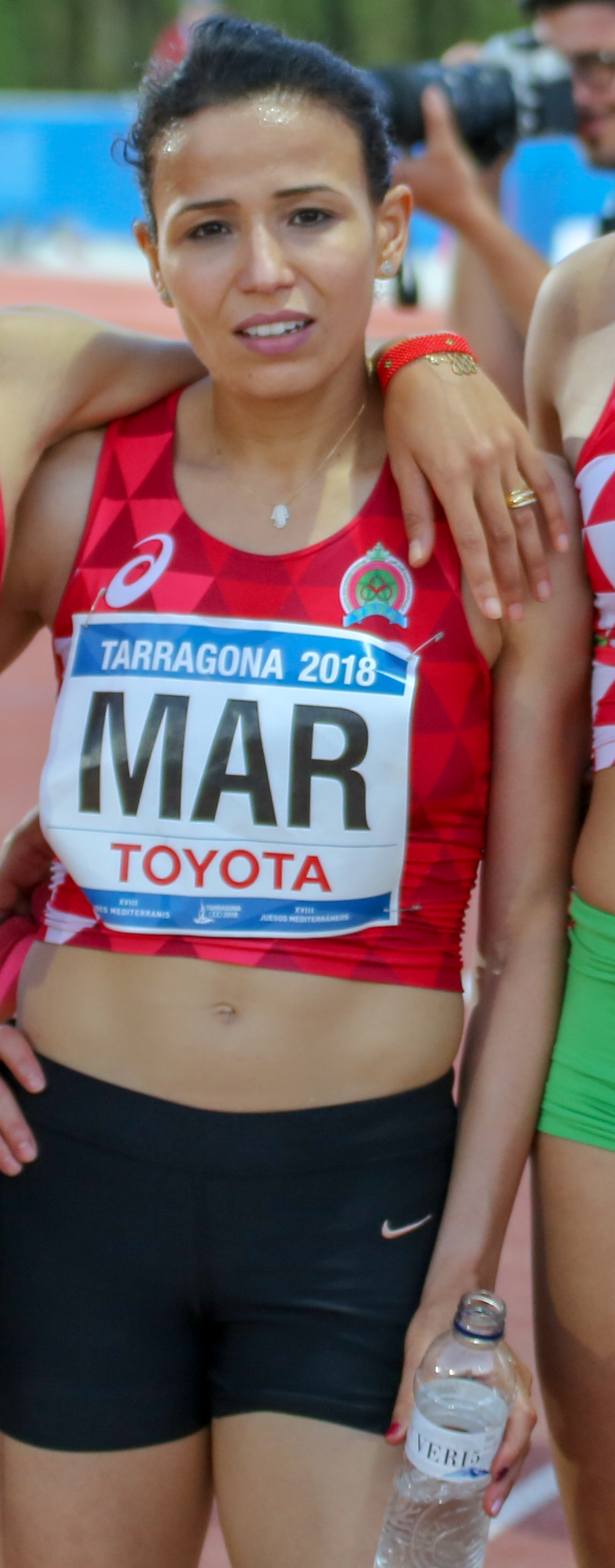
Malika Akkaoui Rang sechs in 1:59,03 min
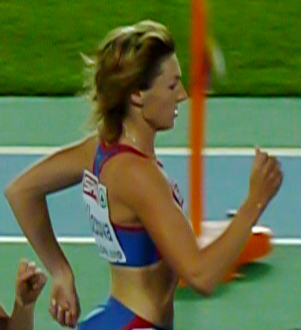
Lucia Klocová Rang sieben in 1:59,14 min
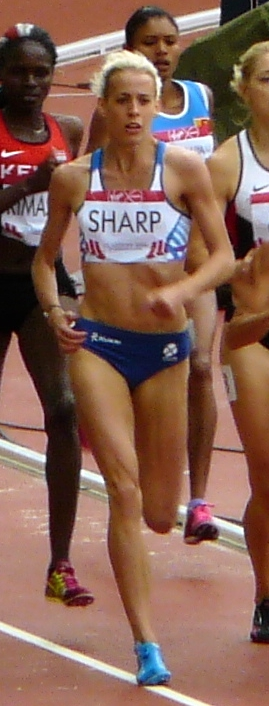
Lynsey Sharp Rang acht in 1:59,33 min

## Finale
29. August 2015, 19:15 Uhr Ortszeit (13:15 Uhr MESZ)
Zum Favoritenkreis für dieses Rennen gehörten in erster Linie die amtierende Weltmeisterin Eunice Jepkoech Sum, die belarussische Europameisterin Maryna Arsamassawa sowie die Britin Lynsey Sharp als Vizeeuropameisterin von 2014 und Europameisterin von 2012. Sharp allerdings war bereits im Semifinale ausgeschieden. Auch die Olympiasiegerin von 2012 Caster Semenya aus Südafrika war unter den Teilnehmerinnen. Sie hatte jedoch nicht die Form ihre Olympiasiegs und war wie Sharp bereits im Halbfinale ausgeschieden.
Von Beginn an übernahm Sum die Spitze, durchlief auch sehr forsch die ersten zweihundert Meter. Doch das Tempo ließ anschließend wieder etwas nach, das Feld lag dichtgedrängt zusammen. Nur die Marokkanerin Rababe Arafi hatte mit ihrem langsamen Beginn eine Lücke entstehen lassen, die sie in der zweiten Kurve jedoch wieder schloss. Nach einer Runde führte Sum weiter – Zwischenzeit 59,10 s, also nicht allzu schnell – vor Arsamassawa und der Französin Rénelle Lamote. Das Feld war weiterhin komplett zusammen. Auf der Gegengeraden legte sich Arsamassawa außen neben Sum, die Kanadierin Melissa Bishop setzte sich an Position drei vor Lamote.
In der Zielkurve verschärfte Arsamassawa das Tempo, kurzfristig entstand eine kleine Lücke zu ihren Verfolgerinnen, die jedoch ganz schnell von Sum und dem Feld dahinter geschlossen wurde. Am Ende der Kurve hatten sich die führenden Drei – Arsamassawa, Sum und Bishop – ein wenig von ihren Konkurrentinnen abgesetzt und nur noch sie kämpften auf der Zielgeraden um die Medaillen. Europameisterin Maryna Arsamassawa setzte sich am Ende durch und errang den Weltmeistertitel vor der überraschend starken Melissa Bishop. Titelverteidigerin Eunice Jepkoech Sum errang die Bronzemedaille. Rababe Arafi erkämpfte sich Rang vier vor der Britin Shelayna Oskan-Clarke und der Ukrainerin Natalija Lupu. Die Polin Joanna Jóźwik wurde Siebte, die lange mit vorne laufende Rénelle Lamote kam auf den achten Platz. Alle acht Läuferinnen unterboten die zwei-Minuten-Marke.
| Platz | Athletin              | Land           | Zeit (min) |
| ----- | --------------------- | -------------- | ---------- |
|       | Maryna Arsamassawa    | Belarus        | 1:58,03    |
|       | Melissa Bishop        | Kanada         | 1:58,12    |
|       | Eunice Jepkoech Sum   | Kenia          | 1:58,18    |
| 04    | Rababe Arafi          | Marokko        | 1:58,90    |
| 05    | Shelayna Oskan-Clarke | Großbritannien | 1:58,99    |
| 06    | Natalija Lupu         | Ukraine        | 1:58,99    |
| 07    | Joanna Jóźwik         | Polen          | 1:59,09    |
| 08    | Rénelle Lamote        | Frankreich     | 1:59,70    |

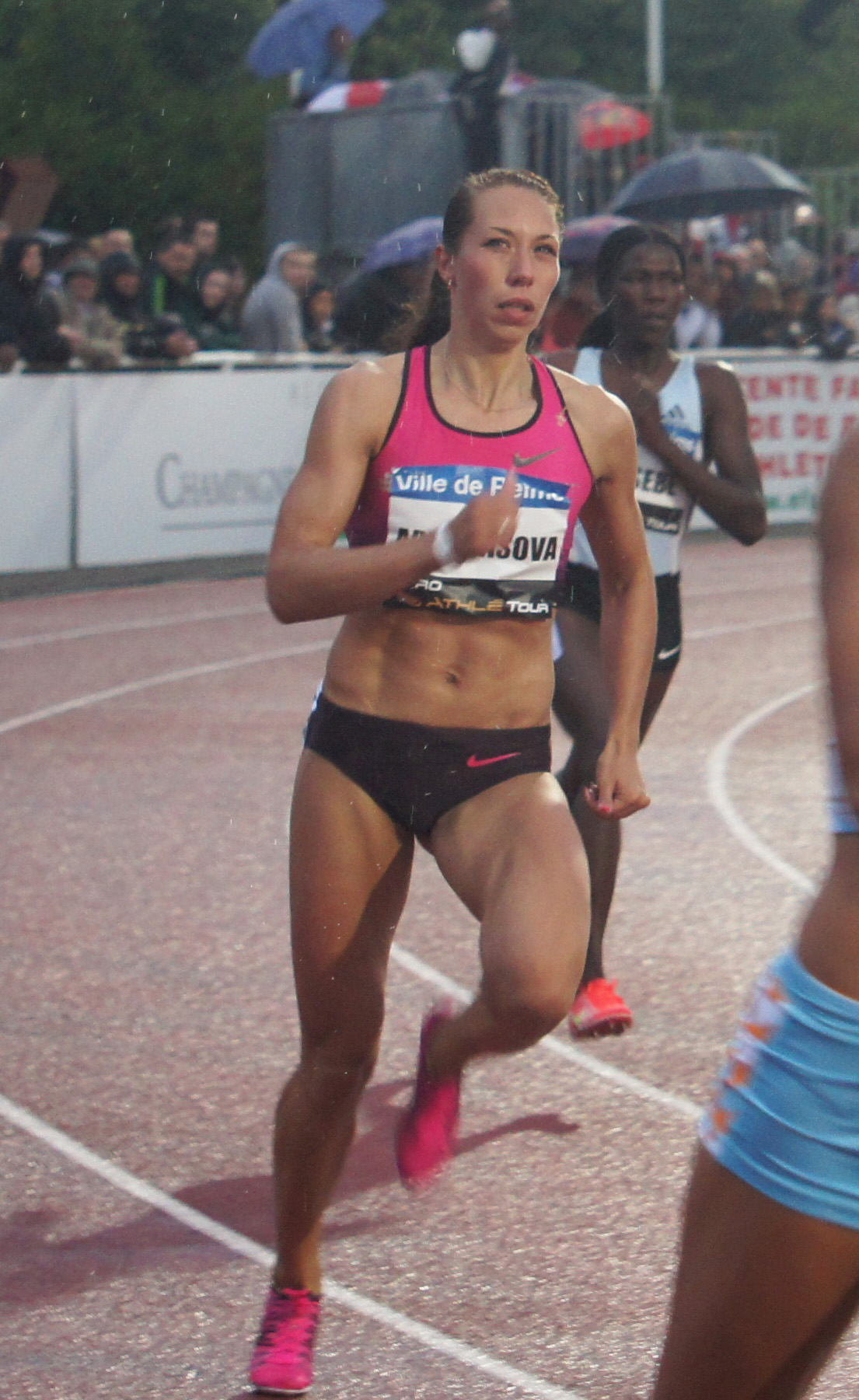
Weltmeisterin Maryna Arsamassawa
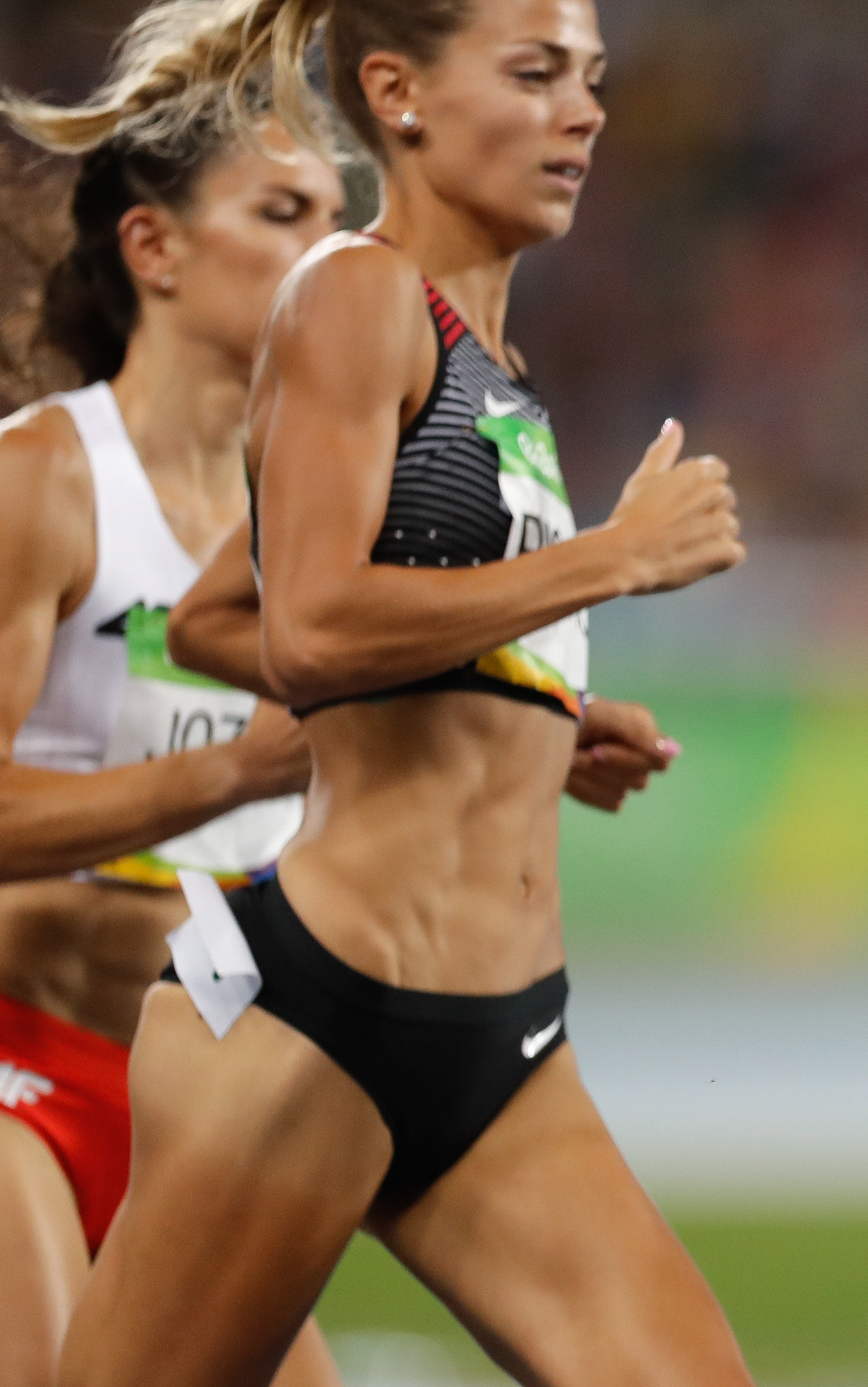
Vizeweltmeisterin Melissa Bishop, Kanada
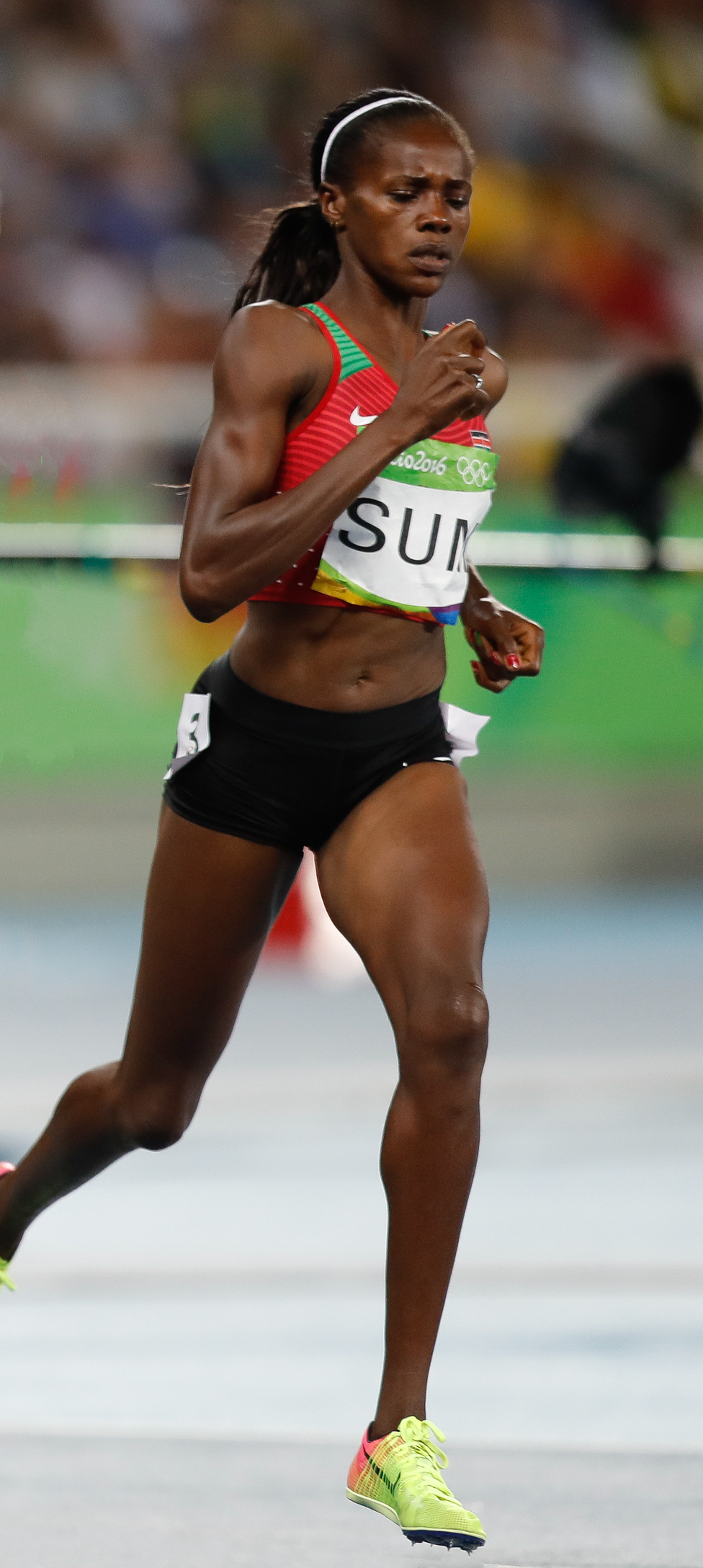
Bronzemedaillengewinnerin Eunice Sum
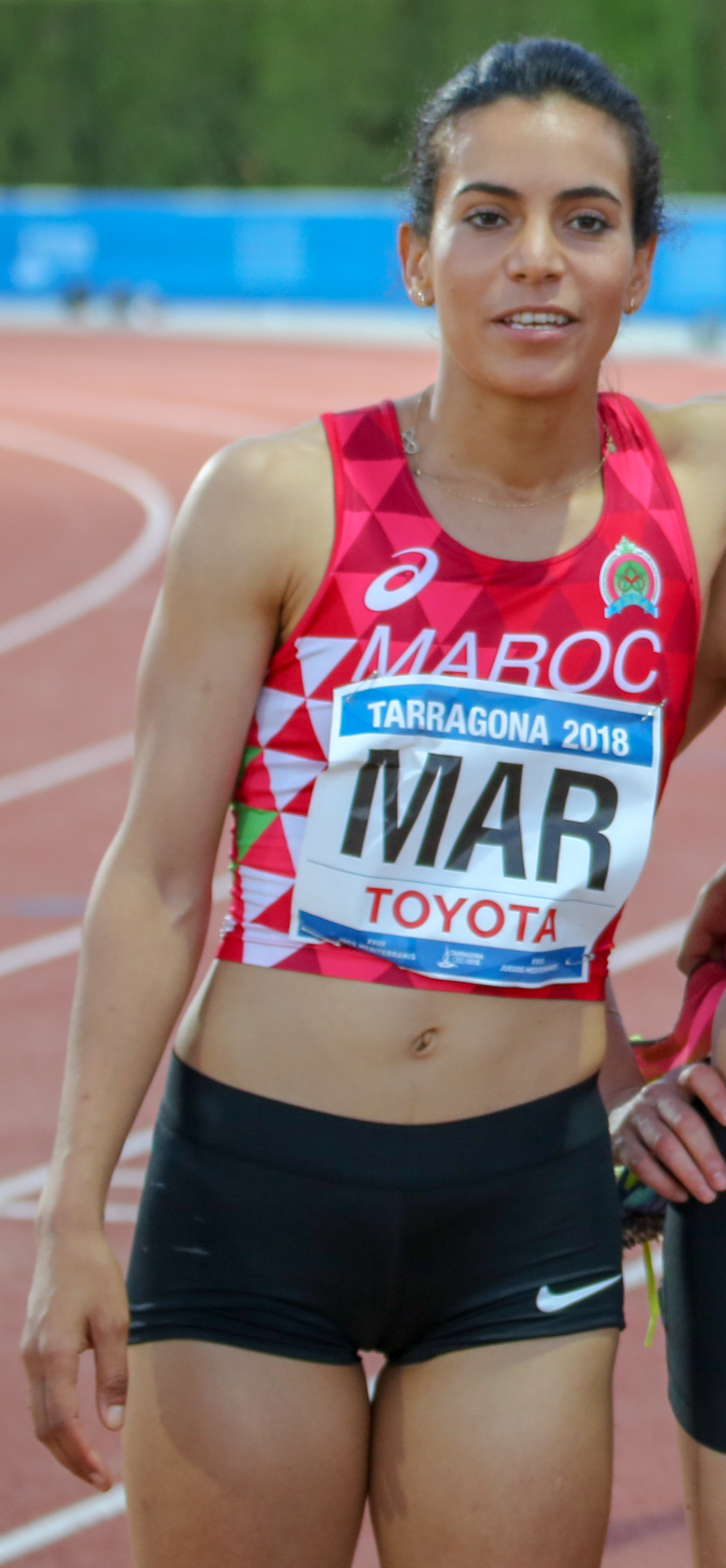
Rababe Arafi erreichte im Finale den vierten Platz
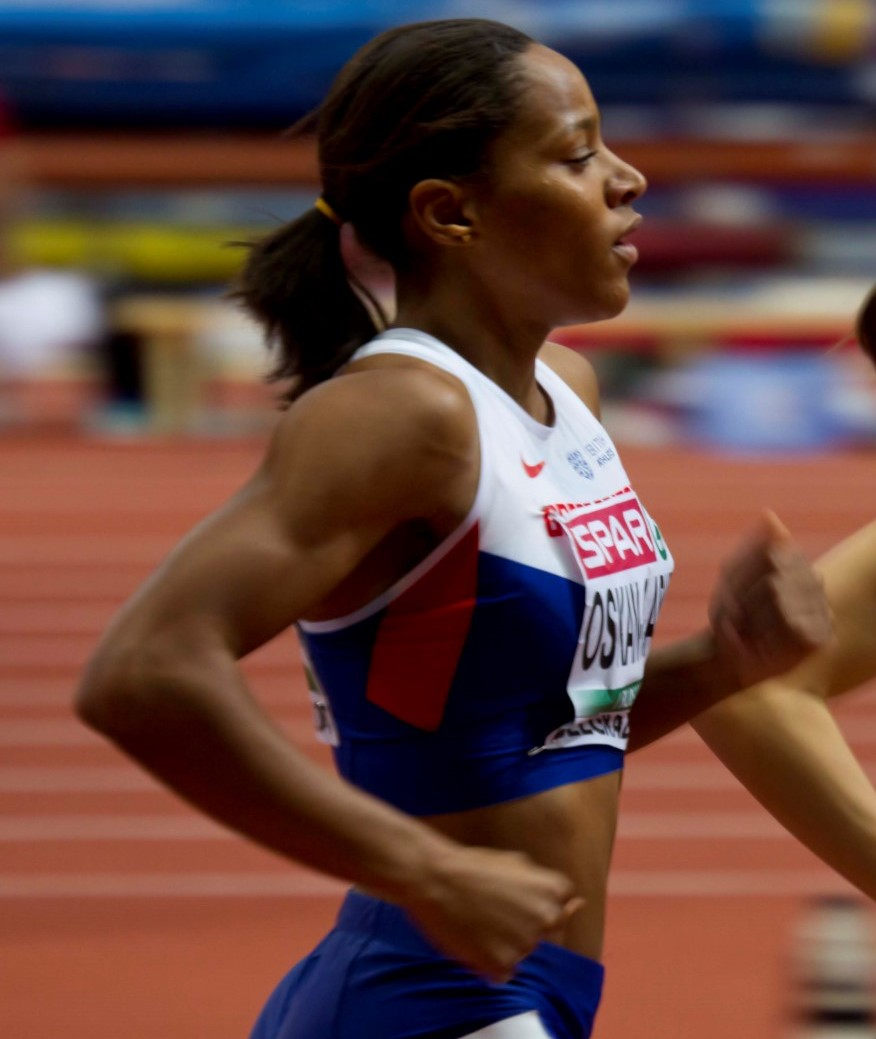
Rang fünf für Shelayna Oskan-Clarke
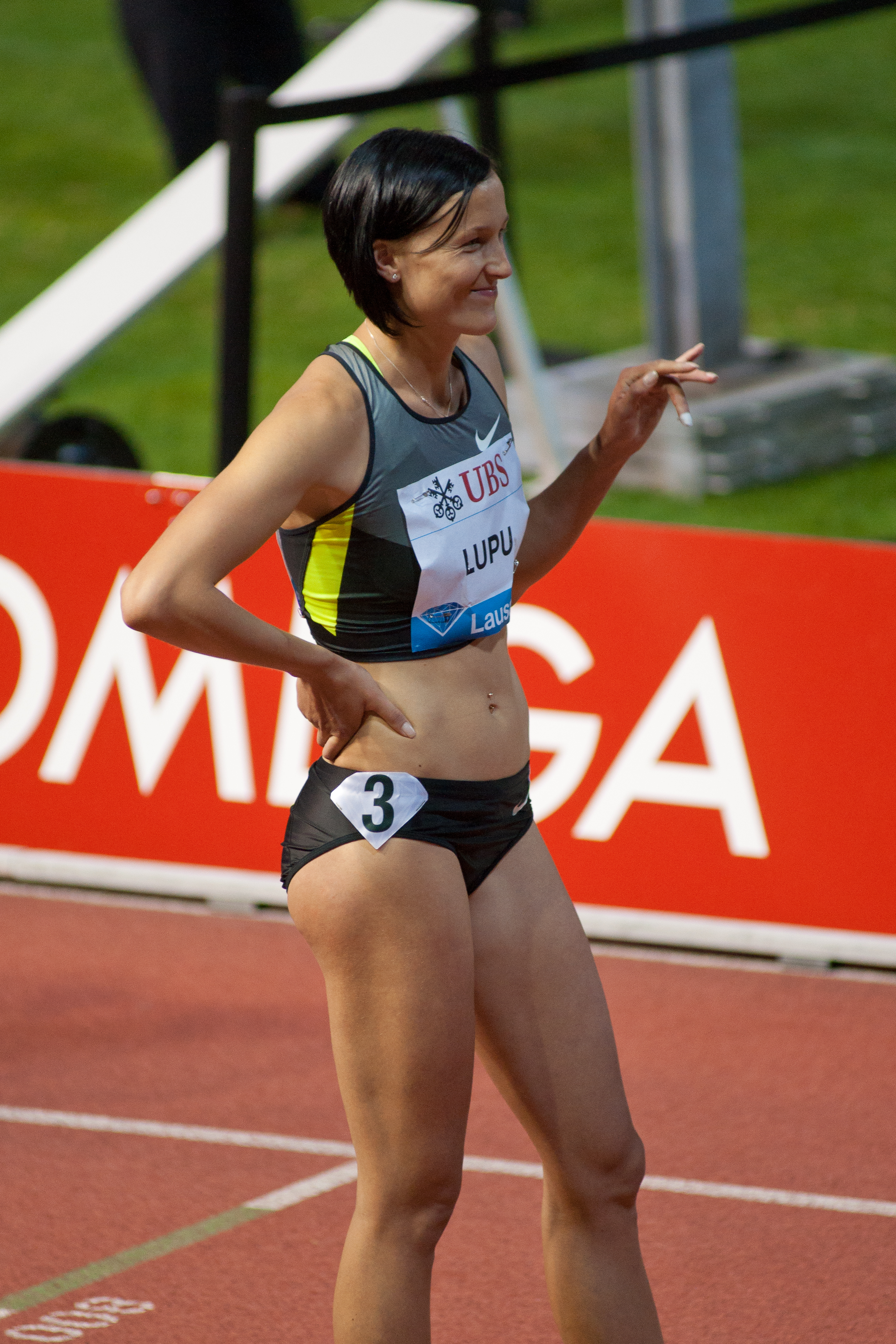
Natalija Lupu kam auf den sechsten Platz
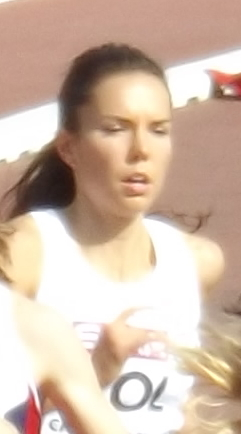
Joanna Jóźwik belegte den Rang sieben
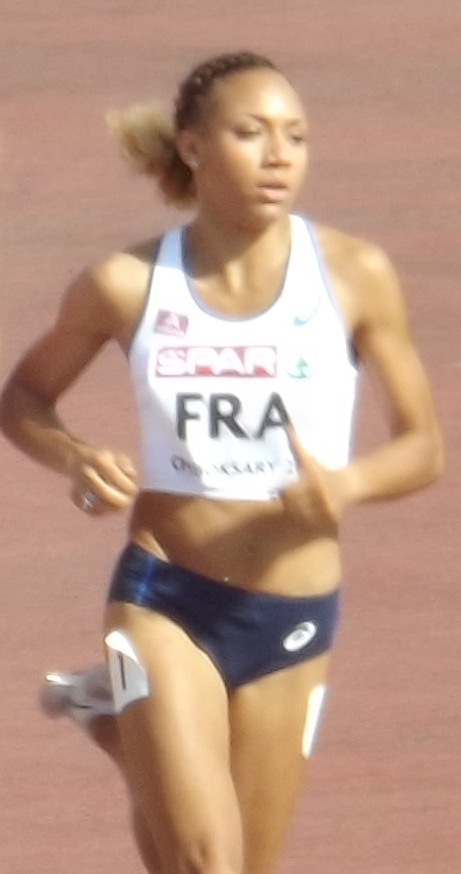
Rénelle Lamote wurde in diesem Finale Achte

## Video
- Melissa Bishop / Women 800m Final - Track & Field - IAAF world championships 2015, youtube.com, abgerufen am 18. Februar 2021